# Anastatus bangalorensis
Anastatus bangalorensis is een vliesvleugelig insect uit de familie Eupelmidae. De wetenschappelijke naam is voor het eerst geldig gepubliceerd in 1953 door Mani & Kurian.